# Tomohyphantes
Tomohyphantes là một chi nhện trong họ Linyphiidae.